# Invasion de Al Kudr
L’expédition contre la tribu Banu Sulaym, connue aussi sous le nom de l’invasion Al Kudr survint directement après la bataille de Badr dans l’année 2 A.H du calendrier islamique. L’expédition fut ordonnée par Mahomet après qu’il a reçu des informations selon lesquelles les Banu Sulaym planifiaient d’envahir Médine.
Alors Mahomet répondit en lança une attaque préemptive contre leur base à Al Kudr. Quand la tribu entendit cela, tout le monde s’échappa. Mahomet captura 500 de leurs chameaux à l’issue du raid, et le distribua entre ses combattants. Il garda également le cinquième du butins,.
Cet événement est mentionné dans la biographie de Mahomet rédigée par Ibn Hisham, et dans d’autres livres historiques,. Des sources secondaires modernes qui mentionnent cela, incluent le livre primé, Ar-Raheeq Al-Makhtum (The Sealed Nectar)